# دييغو بينيدا
دييغو بينيدا (بالإسبانية: Diego Pineda) (8 أبريل 1995 بولاية سان لويس بوتوسي في المكسيك - ) هو لاعب كرة قدم مكسيكي في مركز الهجوم.

## روابط خارجية
- دييغو بينيدا على موقع قاعدة بيانات كرة القدم.إي يو (الإنجليزية)
- دييغو بينيدا على موقع Soccerway.com (الإنجليزية)